# Antonio Hernández y Rodríguez
Antonio Hernández y Rodríguez (* 23. Juli 1864 in Tejupilco, Bundesstaat México; † 13. Januar 1926 in Villahermosa, Tabasco) war ein mexikanischer Geistlicher und römisch-katholischer Bischof von Tabasco.

## Leben
Antonio Hernández y Rodríguez empfing 1886 das Sakrament der Priesterweihe.
Am 2. Dezember 1912 ernannte ihn Papst Pius X. zum Bischof von Tabasco. Der Bischof von Chilapa, Francisco Maria Campos y Angeles, spendete ihm am 6. April 1913 in der Kathedrale Señor de Tabasco in Villahermosa die Bischofsweihe; Mitkonsekrator war der Bischof von Tulancingo, José Juan de Jésus Herrera y Piña. Die Amtseinführung fand am 25. Mai desselben Jahres statt.
Antonio Hernández y Rodríguez trat am 23. September 1922 als Bischof von Tabasco zurück. Daraufhin ernannte ihn Papst Pius XII. zum Titularbischof von Tralles in Asia.